# Храм Святого Розария (Владимир)
Храм Святого Розария Пресвятой Девы Марии — католический храм в городе Владимире, единственный в области. Административно относится к архиепархии Матери Божией с центром в Москве, возглавляемой архиепископом митрополитом Паоло Пецци. Расположен по адресу: ул. Гоголя, д. 12.
Приход церкви насчитывает более 200 верующих-католиков. В храме регулярно проводятся богослужения на русском языке, курсы катехизации, концерты церковной музыки, ведётся социальная работа, имеется книжная лавка с религиозной литературой.

## История
Католический приход города Владимира был основан в 1891 году, его основу составляли поляки. Тогда же было получено разрешение городских властей на приобретение участка земли и строительство часовни в Куткином переулке (ныне улица Гоголя), неподалёку от Золотых ворот. Строительство было начато в 1892 году и завершено в первые месяцы 1894 года. В том же году часовня была освящена как филиал нижегородского прихода во имя Божией Матери — Царицы святого Розария. В 1904 году был учреждён автономный владимирский приход, численность которого в начале XX века превышала 1000 человек, а освященная часовня получила статус приходской, что позволило церкви вести собственные метрические книги. В 1910 году число католиков во Владимире достигло 1500 человек, настоятелем приход был о. Амвросий Паштукас.
После революции 1917 года храм еще функционировал, но количество прихожан стало сокращаться. 25 декабря 1930 года, в праздник Рождества Христова по григорианскому календарю, власти приняли решение о ликвидации Римско-католической церкви во Владимире. Вскоре храм был закрыт, а его колокольня долгое время использовалась в качестве радиоретранслятора. Настоятель прихода о. Антоний Дземешкевич был сослан на Соловки, затем 3 ноября 1937 года — расстрелян в урочище Сандармох. Дом священника использовали под жилые помещения, а в 1986 году после расселения жильцов там разместился выставочный зал «Музей одной картины».
Возрождение деятельности католической церкви во Владимире, как и в России в целом, началось в начале 1990-х годов. В 1992 году владимирская католическая община была официально зарегистрирована и получила здание храма. После проведения реставрационных работ, 24 июля 1993 года храм вновь освятили. В 1996 году приходу был возвращён и прилегающий к храму дом священника. В 2009 году были проведены ремонтные работы по обновлению алтарной части храма, после которых 10 октября того же года архиепископ Паоло Пецци освятил пресвитерий и алтарь церкви, расположенные в абсиде.

## Архитектура
Церковь и дом священника сооружены в стиле краснокирпичной неоготики и представляют собой единый архитектурный ансамбль. Авторы проекта — губернские архитекторы А. П. Афанасьев и И. А. Карабутов.
Здание церкви представляет собой прямоугольной формы однонефный зальный храм без трансепта. С одной стороны к нему примыкает передняя проходная — пристройка прямоугольной формы, несколько меньше в ширину и выше основной части храма, с главным входом. Снаружи, справа от этого входа установлена мемориальная доска с краткой информацией о церкви. Над главным входом, посередине главного фасада возвышается башня-колокольня со шпилем, который венчает крест. Внутри эта часть здания образует не отделенный от основного объема храма небольшой нартекс, c хорами на верхней открытой галерее и служебными помещениями.
С другой стороны к храму примыкает прямоугольной формы апсида — самая важная часть храма, образующая пресвитерий, в котором находится алтарь — место где приносится Евхаристическая жертва, дарохранительница и алтарь Святых Даров. В алтаре имеются мощи св. Антония Великого, св. мученицы Варвары, св. Феликса из Канталиче и св. Андрея Боболи, а также блаженной Марии-Ангелы Трушковской — основательницы сестёр-фелицианок, служащих ныне во владимирском приходе. На передней стене абсиды имеется окно круглой формы, под которым располагается распятие, написанное в технике энкаустика православным священником и иконописцем Андреем Давыдовым. Справа от алтаря находится амвон, слева — купель.
В наосе, основном помещении церкви, расположены два сектора скамеек, разделенных проходом. В боковых стенах имеются стрельчатые оконные проёмы, между которыми помещены 14 небольших изображений — 14 стояний Крестного пути Иисуса Христа.

## Фотогалерея
- Фасад церкви
- Вход
- Мемориальная доска
- Внутри храма
- Дом священника[5]
- Статуя Девы Марии